# قطعنامه ۴۰۵ شورای امنیت
قطعنامه ۴۰۵ شورای امنیت سازمان ملل متحد که در تاریخ ۱۵ آوریل ۱۹۷۷ تصویب شد، سندی بین‌المللی دربارهٔ وضعیت بنین است. این قطعنامه طی نشست ۲٬۰۰۵ام تصویب شد.